# Katarina Ivanovska
Katarina Ivanovska (in macedone Катарина Ивановска?; Skopje, 18 agosto 1988) è una modella e attrice macedone.

## Carriera
Ha iniziato la sua carriera da modella alla settimana della moda di Milano, dopo aver vinto il concorso Look Models International in Macedonia del Nord.
Nel dicembre 2004 è apparsa in una foto sulla rivista Elle ed anche in altre riviste come Citizen K, Stiletto e Vogue Italia e Russia.
È apparsa sulle copertine delle riviste Diva e Maxima e nella pubblicità di Dolce & Gabbana nel 2006. Nel 2010 Katarina Ivanovska è apparsa sulla rivista Elle in Serbia. Nel 2011 ha firmato un contratto per pubblicizzare i prodotti Victoria's Secret e sempre nello stesso anno ha ottenuto il suo primo ruolo da attrice nel film macedone sulla seconda guerra mondiale, The Third Half, dove ha interpretato la protagonista, una giovane ragazza ebrea di nome Rebecca.
È considerata la modella macedone di maggior successo.